# Carole Lombard
Carole Lombard (6 tháng 10 năm 1908 – 16 tháng 11 năm 1942), tên khai sinh Jane Alice Peters, sinh tại Fort Wayne, Indiana, là một nữ diễn viên người Mỹ đã từng được đề cử Oscar. Bà nổi tiếng với những vai diễn hài hước trong một số bộ phim cổ điển thập niên 30, đáng chú ý nhất là bộ phim năm 1936 My Man Godfrey. Bà được xếp vào hàng một trong những ngôi sao điện ảnh vĩ đại nhất mọi thời đại và là diễn viên có mức thu nhập cao nhất trong những năm 30. Sự nghiệp của Lombard thành công rực rỡ nhưng lại rất ngắn ngủi khi bà ra đi ở tuổi 33 trong một tai nạn máy bay.

## Tham gia

### Phim
| - A Perfect Crime (1921) - Gold Heels (1924) - Dick Turpin (1925) - Marriage in Transit (1925) - Gold and the Girl (1925) - Hearts and Spurs (1925) - Durand of the Bad Lands (1925) - The Plastic Age (1925) - The Road to Glory (1926) - The Johnstown Flood (1926) - The Fighting Eagle (1927) - My Best Girl (1927) - The Divine Sinner (1928) - Power (1928) - Me, Gangster (1928) - Show Folks (1928) - Ned McCobb's Daughter (1928) - High Voltage (1929) - Big News (1929) - Dynamite (1929) - The Arizona Kid (1930) - The Racketeer (1930) - Safety in Numbers (1930) - Fast and Loose (1930) - It Pays to Advertise (1931) - Man of the World (1931) - Ladies' Man (1931) - Up Pops the Devil (1931) - I Take This Woman (1931) - No One Man (1932) | - Sinners in the Sun (1932) - Virtue (1932) - No More Orchids (1932) - No Man of Her Own (1932) - From Hell to Heaven (1933) - Supernatural (1933) - The Eagle and the Hawk (1933) - Brief Moment (1933) - White Woman (1933) - Bolero (1934) - We're Not Dressing (1934) - Twentieth Century (1934) - Now and Forever (1934) - Lady by Choice (1934) - The Gay Bride (1935) - Rumba (1935) - Hands Across the Table (1935) - Love Before Breakfast (1936) - The Princess Comes Across (1936) - My Man Godfrey (1936) - Swing High, Swing Low (1937) - Nothing Sacred (1937) - True Confession (1937) - Fools for Scandal (1938) - Made for Each Other (1939) - In Name Only (1939) - Vigil in the Night (1940) - They Knew What They Wanted (1940) - Mr. & Mrs. Smith (1941) - To Be or Not to Be (1942) |

### Các chương trình khác
| - Smith's Pony (1927) - Gold Digger of Weepah (1927) - The Girl from Everywhere (1927) - The Beach Club (1928) - Run, Girl, Run (1928) - Smith's Army Life (1928) - The Best Man (1928) - The Swim Princess (1928) - The Bicycle Flirt (1928) - Smith's Restaurant (1928) - The Girl from Nowhere (1928) | - His Unlucky Night (1928) - The Campus Vamp (1928) - Motorboat Mamas (1928) - Matchmaking Mamma (1929) - Don't Get Jealous (1929) - Hollywood on Parade No. 11 (1933) - The Fashion Side of Hollywood (1935) - Hollywood Goes to Town (1938) - Screen Snapshots: Stars on Horseback (1939) - Picture People No. 10: Hollywood at Home (1942) |

## Giải thưởng và vinh danh
- Carole Lombard đã được 1 đề cử Giải Oscar cho nữ diễn viên chính xuất sắc nhất cho My Man Godfrey.
- Lombard được vinh danh bởi một ngôi sao trên Đại lộ danh vọng Hollywood, số 6930 Hollywood Blvd.
- Năm 1999, Viện phim Mỹ đã xếp Lombard đứng thứ 23 trong số những huyền thoại màn bạc của mọi thời đại.
- Fort Wayne - thành phố quê hương của Lombard - đã đặt tên cây cầu bắc qua dòng sông St.Mary là

"Carole Lombard Memorial Bridge" để tưởng niệm bà.